# Tizian

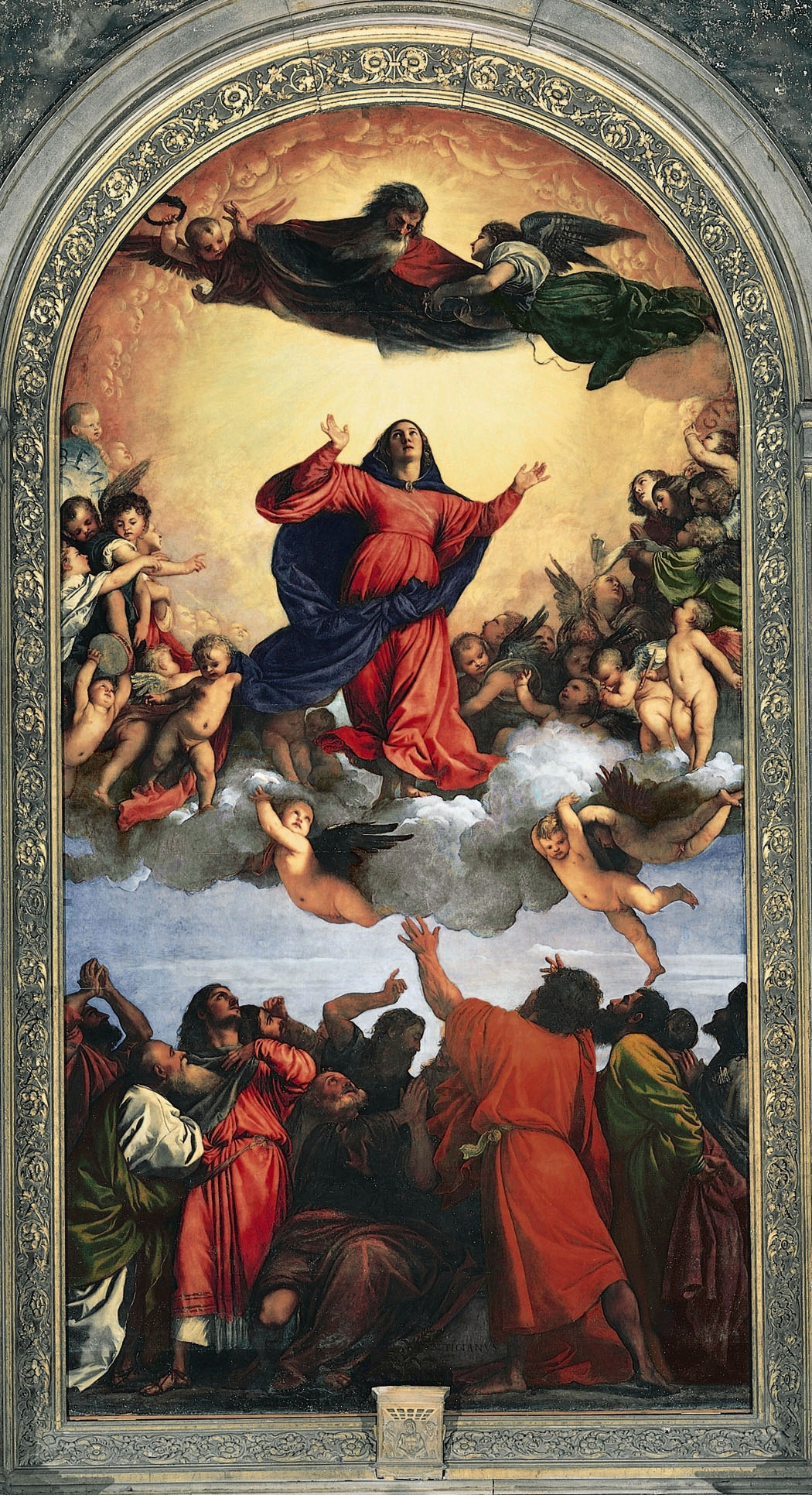
Tizian, Jungfru Marie himmelsfärd (1516-1518).

Tiziano Vecellio, på svenska känd som Tizian, födelsedatum omtvistat, någon gång mellan 1473 och 1490, troligtvis mellan 1488 och 1490 i Pieve di Cadore, död 27 augusti 1576 i Venedig, var en italiensk målare, verksam i Venedig. Tizian var den venetianska högrenässansens portalgestalt.

## Liv och karriär
Efter att ha gått i lära i Venedig och Padua kom Tizian att bli målaren på modet i Venedigs förmögna, intellektuella kretsar. Hans venetianska beställarskap utvidgades snart med ett flertal av Europas kungar och prinsar. Kejsar Karl V bad att få sitt porträtt målat 1533 och blev så nöjd att han adlade Tizian till greve av Palatinen. 
År 1543 avporträtterade Tizian påve Paulus III och kallades kort därefter till Vatikanen. I Rom kom han att lära känna Michelangelo. På 1550-talet anlitades han av Filip II av Spanien. Tizian avled i en pestepidemi i Venedig. Han är begravd i Santa Maria Gloriosa dei Frari i Venedig.
Tizian strävade i sin egenskap av konstnär att förhålla sig självständig gentemot mäktiga beställare som Paulus III och Karl V. Med bistånd av sin förtrolige vän, författaren Pietro Aretino, gjorde sig Tizian till Europas mest eftersökte målare. Denna enastående ställning gjorde det möjligt för honom att i mycket stor utsträckning arbeta för vem han ville, i sin egen takt och med motiv som han själv valde.

## Eftermäle
Nedslagskratern Titian på planeten Merkurius och asteroiden 9905 Tiziano är uppkallade efter honom.

## Stil och motivval
Tizian uppvisar i sin mogna konst en uttrycksfullhet som sällan har överträffats. En hovmans känslor, universums kosmiska krafter, livets och dödens mysterier, den himmelska och den jordiska kärlekens fröjder var temata som återkommande inspirerade honom under hans konstnärsliv.
Tizians enorma produktion diskuteras ofta med hans motivval som utgångspunkt: religiösa målningar, mytologiska och historiska motiv samt porträtt. På varje område bidrog han med något innovativt och avgörande för konstens fortsatta utveckling.
Tizian hade inte Leonardos vetenskapliga intressen eller Michelangelos religiösa och poetiska. Inte var han heller, som Rafael, arkitekt. Det var emellertid Tizian som i verklig bemärkelse kom att bli det moderna måleriets grundare. Han var en av de första att mer konsekvent använda oljefärg på duk och utnyttjade skickligt dess möjligheter, från att ge liv åt bildytan med kraftiga penseldrag på dukens grova yta till att dra fördel av kontrasten mellan tjockt pålagda, varma, fylliga glansdagrar och djupa, mörka, med lasyrer fint modulerade färgskiftningar.

## Verk i urval
Alfabetisk lista över ett urval av hans målningar
- Den himmelska och den jordiska kärleken (1514, Galleria Borghese)
- Jungfru Marie himmelsfärd (1516–1518, Santa Maria Gloriosa dei Frari)
- Bacchus och Ariadne (1520–1523, National Gallery)
- Venus från Urbino (1538, Uffizierna)
- Danaë (flera versioner, bl.a. 1544–1545, Museo di Capodimonte)
- Paulus III och hans nepoter (1546, Museo di Capodimonte)
- Kejsar Karl V vid Mühlberg (1548, Pradomuseet)